# ایبان ایانگا
ایبان ایانگا (انگلیسی: Iban Iyanga؛ زادهٔ ۲ ژوئن ۱۹۸۷) بازیکن فوتبال اهل اسپانیا است.
از باشگاه‌هایی که در آن بازی کرده‌است می‌توان به باشگاه فوتبال مغرب تطوان، باشگاه فوتبال میراندس، باشگاه فوتبال آریس لیماسول، و باشگاه فوتبال لاس پالماس اشاره کرد.
وی همچنین در تیم ملی فوتبال گینه استوایی بازی کرده‌است.